# Man with a Mission
Man with a Mission (estilizado MAN WITH A MISSION) é uma banda alternativa japonesa que possui elementos de Hard rock e Dance-pop formada em 2010 em Shibuya. A banda é composta por cinco integrantes cujos nomes de palco são: Tokyo Tanaka (vocais), Kamikaze Boy (baixo), Jean-Ken Johnny (guitarra), DJ Santa Monica (DJ) e Spear Rib (bateria). A principal característica do grupo são as máscaras de lobo usadas tanto nos videoclipes como nos shows.

## História de fundo
Antes de se tornar popular, a banda inventou uma história de fundo explicando o porquê do uso das máscaras de lobo, na qual eles são "Formas de Vida Finais" criadas por Jimi Hendrix, descrito pela banda como doutor da guitarra e biólogo mestre lobo. Eles foram congelados na Antártida por décadas antes de escaparem e emergirem na cena musical japonesa.

## História

### Início e primeiro álbum
A banda começou tocando em casas de shows em Shibuya. No final de 2010 foi organizada a primeira turnê Americana, chamada de "Whisky a Go Go Tour envolveu várias apresentações em casas de shows em Los Angeles. O final da turnê coincidiu com o lançamento de seu primeiro mini-ábum Welcome to the New World em novembro no Japão. O mini-álbum passou seis semanas no Oricon Top 100. Em 29 de abril de 2011, eles lançam um novo single chamado "Never Fxxkin' Mind the Rules". Após o lançamento do single a banda começa outra turnê chamada Man with a "Mission Japan Marking Tour 2011", na qual incluiu treze apresentações pelo Japão. Seu primeiro álbum de estúdio Man with a Mission Vol. 1 foi lançado em 8 de junho de 2011.
Pouco após o lançamento de seu álbum, eles participaram do Summer Sonic 2011 em meados de agosto, e em outros festivais de verão, como o "Countdown Japan 11/12". Rotulados pela Eggman Magazine como a "Banda Iniciante Mais Promissora, ingressos para seu show no festival foram esgotados em menos de 10 minutos. Durante a transmissão dos shows, seuas músicas estiveram em 27 das maiores estações de rádio do Japão. Em 5 de outubro, eles lançam um EP chamado Trick or Treat, que incluiu músicas próprias e covers, como Smells Like Teen Spirit do Nirvana. Os membros do Man with a Mission também participaram da campanha "No Music, No Life?" da Tower Records, que começou em 13 de setembro de 2011.

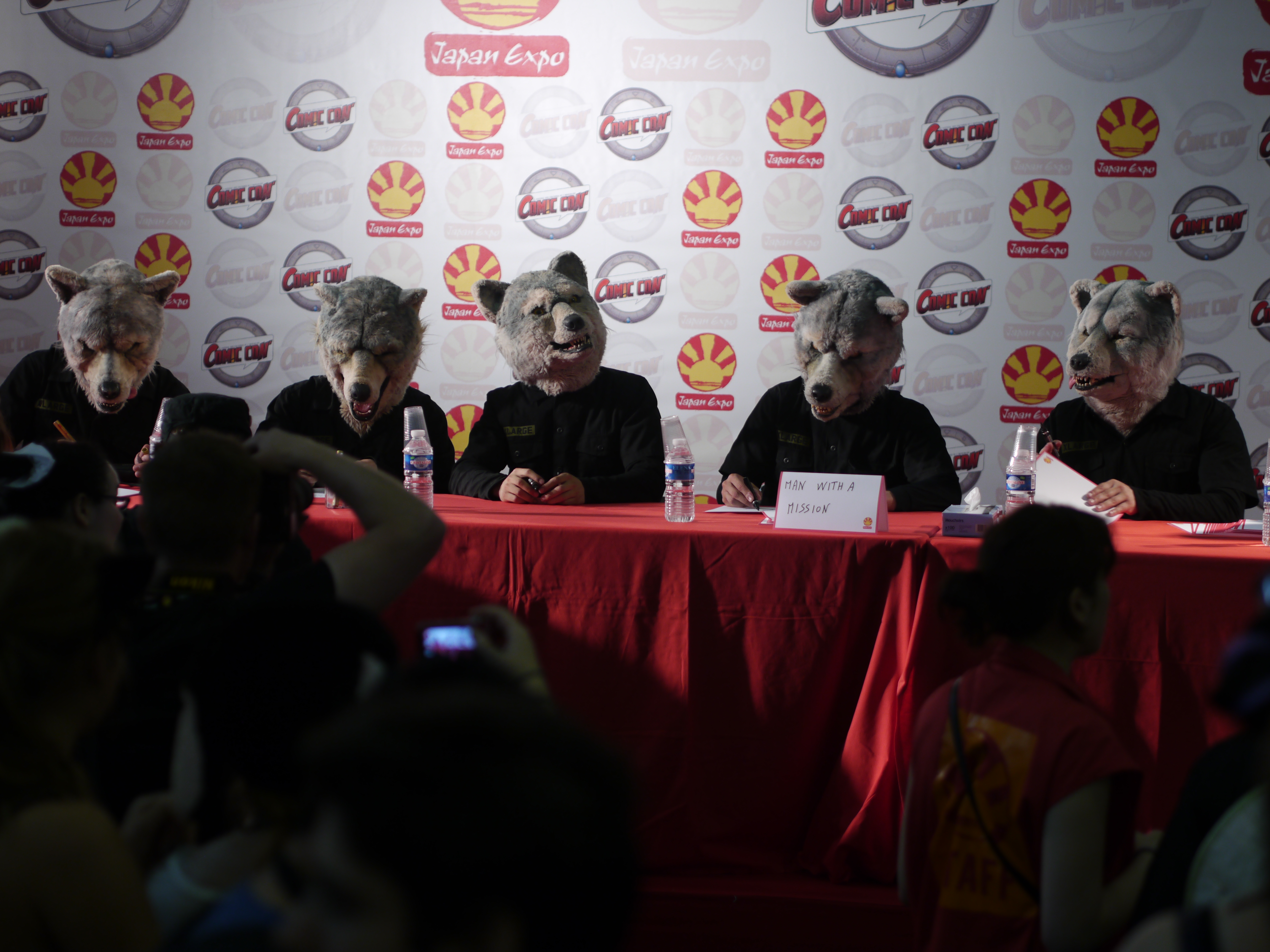
Man with a Mission na Japan Expo 2012 em Paris.

### Mash Up The World
Em 27 de maio de 2012, a Banda realizou uma turnê em Shibuya-AX com uma audiência de 1.800 fãs. Foi uma apresentação inicial da turnê Dont't Feel The Distance da banda, em novembro, tinha como objetivo destacar um dos singles, Distance, de seu proxímo álbum. O lançamento anterior do single em 4 de abril para os rankings da Oricon fez com que ele subisse para o 6º lugar no ranking de vendas. As paradas esperadas na turnê incluíram Zepp Nagoya, Zepp Namba e Zepp Tokyo. Encomenda de ingressos para todos os locais da turnê foram vendidos instantaneamente em todo o Japão. O segundo álbum completo da banda, Mash Up The World, foi lançado em 18 de julho de 2012. A banda postou o videoclipe de um dos singles de seu álbum, From Youth To Death, no Youtube em 21 de junho de 2012. O app oficial para o álbum também incluiu trechos do single, junto com outras duas músicas originais, Mash Up The DJ! e Neutral Corner. O lançamento de Distance em abril também foi escolhido como tema de abertura do canal Music Ru TV da Asahi para o mês; A banda também foi convidada como convidado para o Japan Expo 2012, tocando como a mostra de rock em 5 de julho de 2012.

### Tales of Purefly
Seu próximo single, "Emotions", que foi usado como tema da adaptação em live-action do mangá Hentai Kamen, foi lançado em 20 de fevereiro de 2013. O single seguinte, "Database", foi usado como tema de abertura do anime Log Horizon.  Outra música do álbum, chamada "Wake Myself Again", foi usada como música-tema do live-action do mangá Judge. Personagens dos integrantes da banda foram adicionados na versão japonesa do jogo Pro Evolution Soccer 2015, junto com a música "Higher", do álbum, que havia sido previamente usada na versão japonesa de World Soccer: Winning Eleven 2014 - Aoki Samurai no Chousen. A música "whatever you had said was everything" foi usada no comercial de TV do filme Crows Explode, uma adaptação em live-action do mangá Crows.

### The World's On Fire
Man With a Mission tocou a música tema do anime The Seven Deadly Sins, chamada "Seven Deadly Sins". A música atingiu a posição #2 na Billboard Japan Hot 100 e permaneceu lá por 9 semanas. Seu single "Raise Your Flag" foi usado como tema de abertura do anime Mobile Suit Gundam: Iron-Blooded Orphans. A música também atingiu a posição #2 na Billboard Japan Hot 100 e permaneceu lá por 17 semanas. O quarto álbum de estúdio, chamado The World's On Fire, foi lançado em 10 de fevereiro de 2016, precedido pelo terceiro single do álbum, "Memories". A primeira música do álbum, "Survivor", foi escolhida pela Capcom para ser a image song do jogo Street Fighter V.

## Integrantes
- Tokyo Tanaka – vocais (2010–presente)
- Jean-Ken Johnny – guitarra, vocais e rap (2010–presente)
- Kamikaze Boy – baixo e backing vocals (2010–presente)
- DJ Santa Monica – DJ e samples (2010–presente)
- Spear Rib – bateria (2010–presente)

Membros de apoio
- E.D.Vedder – guitarra (2010–presente)

Timeline

## Discografia

### Álbuns de estúdio
| Ano  | Título                                                    | Posição no Oricon | Posição no Oricon | Posição no Oricon |
| Ano  | Título                                                    | Posição           | Semanas           | Top 100           |
| ---- | --------------------------------------------------------- | ----------------- | ----------------- | ----------------- |
| 2011 | Man with a Mission - Lançamento: 8 de junho de 2011       | 28                | 98                |                   |
| 2011 | Mash Up the World - Lançamento: 18 de julho de 2012       | 4                 | 60                |                   |
| 2014 | Tales of Purefly - Lançamento: 12 de março de 2014        | 3                 | 36                | 37                |
| 2016 | The World's On Fire - Lançamento: 10 de fevereiro de 2016 | 3                 | 26                | -                 |
| 2018 | Chasing the Horizon - Lançamento: 6 de junho de 2018      |                   |                   |                   |

### EPs
| Ano  | Título                                                                        | Oricon chart | Oricon chart | Oricon chart |
| Ano  | Título                                                                        | Posição      | Semanas      |              |
| ---- | ----------------------------------------------------------------------------- | ------------ | ------------ | ------------ |
| 2010 | Welcome to the New World - Lançamento: 3 de novembro de 2010                  | 168          | 10           |              |
| 2011 | Trick or Treat e.p. - Lançamento: 5 de outubro de 2011                        | 15           | 25           |              |
| 2012 | Welcome to the New World -standard edition- - Lançamento: 14 de março de 2012 | 39           | 47           |              |
| 2014 | Don't feel the distance e.p. - Lançamento: 4 de março de 2014                 | —            | —            |              |
| 2014 | When My Devil Rises - Lançamento: 10 de junho de 2014                         | —            | —            |              |
| 2017 | Dead End in Tokyo -European Edition- - Lançamento: 21 de junho de 2017        | —            | —            |              |
| 2017 | Dead End in Tokyo -World Edition- - Lançamento: 22 de setembro de 2017        | —            | —            |              |

### Singles
|                 | Título                                                                                | Ano  | Oricon chart      | Oricon chart   | Billboard Japan Hot 100 | Billboard Japan Hot 100 | Notes |
| Melhor posição  | Título                                                                                | Ano  | Semanas na parada | Melhor posição | Semanas na parada       |                         | Notes |
| --------------- | ------------------------------------------------------------------------------------- | ---- | ----------------- | -------------- | ----------------------- | ----------------------- | --- |
| Self-produced   | "MAN WITH A MISSION" - Lançamento: 26 de junho de 2010                                | 2010 | —                 | —              | —                       | —                       | |
| Self-produced   | "RAIN OF JULY" - Lançamento: 17 de março de 2011                                      | 2011 | —                 | —              | —                       | —                       | |
| Indie           | "NEVER FXXKIN' MIND THE RULES" - Lançamento: 6 de abril de 2011                       | 2011 | 88                | 2              | —                       | —                       | |
| 1°              | "distance" - Lançamento: 4 de abril de 2012                                           | 2012 | 6                 | 15             | 8                       | 4                       | - Música tema do Music Ru TV, o canal de música da TV Asahi |
| 2°              | "Emotions" - Lançamento: 20 de fevereiro de 2013                                      | 2013 | 3                 | 16             | 3                       | 4                       | - Música tema do filme Kyukyoku!! Hentai Kamen |
| Edição limitida | "Wake Myself Again" - Lançamento: 1 de julho de 2013                                  | 2013 | —                 | —              | 25                      | 1                       | - Música tema comercial da versão de PS3 de Lost Planet: Extreme Condition |
| 3°              | "database" (feat. TAKUMA do 10-FEET) - Lançamento: 9 de outubro de 2013               | 2013 | 4                 | 18             | 2                       | 4                       | - Música tema do anime Log Horizon - Primeiro single com a Sony |
| 4°              | "Seven Deadly Sins" - Lançamento: 11 de fevereiro de 2015                             | 2015 | 2                 | 21             | 2                       | 7                       | - Música tema do anime The Seven Deadly Sins |
| 5°              | "Out of Control" (feat. Zebrahead) - Lançamento: 20 de maio de 2015                   | 2015 | 2                 | 19             | 45                      | 2                       | - Tema de encerramento da versão japonesa de Mad Max: Fury Road |
| 6°              | "Raise your flag" - Lançamento: 14 de outubro de 2015                                 | 2015 | 3                 | 19             | 2                       | —                       | - Tema de abertura do anime Mobile Suit Gundam: Iron-Blooded Orphans |
| 7°              | "Memories" - Lançamento: 27 de janeiro de 2016                                        | 2016 | 17                | 3              | —                       | —                       | - Música comercial do resort de ski JR SKISKI |
| 8°              | "Dead End in Tokyo" - Lançamento: 25 de janeiro de 2017                               | 2017 | 5                 | 11             | —                       | —                       | - Música tema do filme Shinjuku Swan II - Co-escrita, co-composta e co-produzida por Patrick Stump do Fall Out Boy                                                                        |
| 9°              | "Dog Days" - Lançamento: 23 de junho de 2017                                          | 2017 | —                 | —              | —                       | —                       | |
| 10°             | "My Hero/Find You" - Lançamento: 1 de novembro de 2017                                | 2017 | 2                 | 1              | 6                       | 2                       | - "My Hero" usada como tema de abertura do anime Inuyashiki. - "Find You" usada como tema de encerramento da adaptação em live action de Anonymous Noise (覆面系ノイズ Fukumenkei Noizu). |
| 11°             | "Freak It!" (feat. Tokyo Ska Paradise Orchestra) - Lançamento: 2 de fevereiro de 2018 | 2018 | —                 | —              | —                       | —                       | - "Freak It!" selecionada como música oficial do time de rugby Sunwolves. |
| 12°             | "Take Me Under/Winding Road" - Lançamento: 18 de abril de 2018                        | 2018 | 2018              | 4              | 11                      | —                       | - "Take Me Under" usada como tema do filme live action Inuyashiki. - "Winding Road" usada como tema de abertura do anime Golden Kamuy.                                                    |
| 13°             | "2045" - Lançamento: 17 de julho de 2018                                              | 2018 | —                 | —              | —                       | —                       | - Evento de verão da Universal Studios Japan |
| 14°             | "Hey Now" - Lançamento: 22 de agosto de 2018                                          | 2018 | —                 | —              | —                       | —                       | |

### Compilações
| Ano  | Título                                                      | Posição no Oricon | Posição no Oricon |
| Ano  | Título                                                      | Posição           | Semanas           |
| ---- | ----------------------------------------------------------- | ----------------- | ----------------- |
| 2014 | Beef Chicken Pork - Lançamento: 12 de fevereiro de 2014     | 2                 | 15                |
| 2015 | 5 Years 5 Wolves 5 Souls - Lançamento: 1 de janeiro de 2015 | 3                 | 76                |

### DVDs
| Ano  | Título                                                      | Posição no Oricon | Posição no Oricon |
| Ano  | Título                                                      | Posição           | Semanas           |
| ---- | ----------------------------------------------------------- | ----------------- | ----------------- |
| 2012 | Wolf Complete Works I - Lançamento: 3 de outubro de 2012    | 2                 | 39                |
| 2013 | Wolf Complete Works II - Lançamento: 7 de agosto de 2013    | 2                 | 42                |
| 2014 | Wolf Complete Works III - Lançamento: 15 de outubro de 2014 | 1                 | 41                |
| 2016 | Wolf Complete Works IV - Lançamento: 29 de junho de 2016    | 1                 | 31                |
| 2017 | Wolf Complete Works V - Lançamento: 14 de junho de 2017     | 1                 | 18                |